# Jan Stloukal (1942)

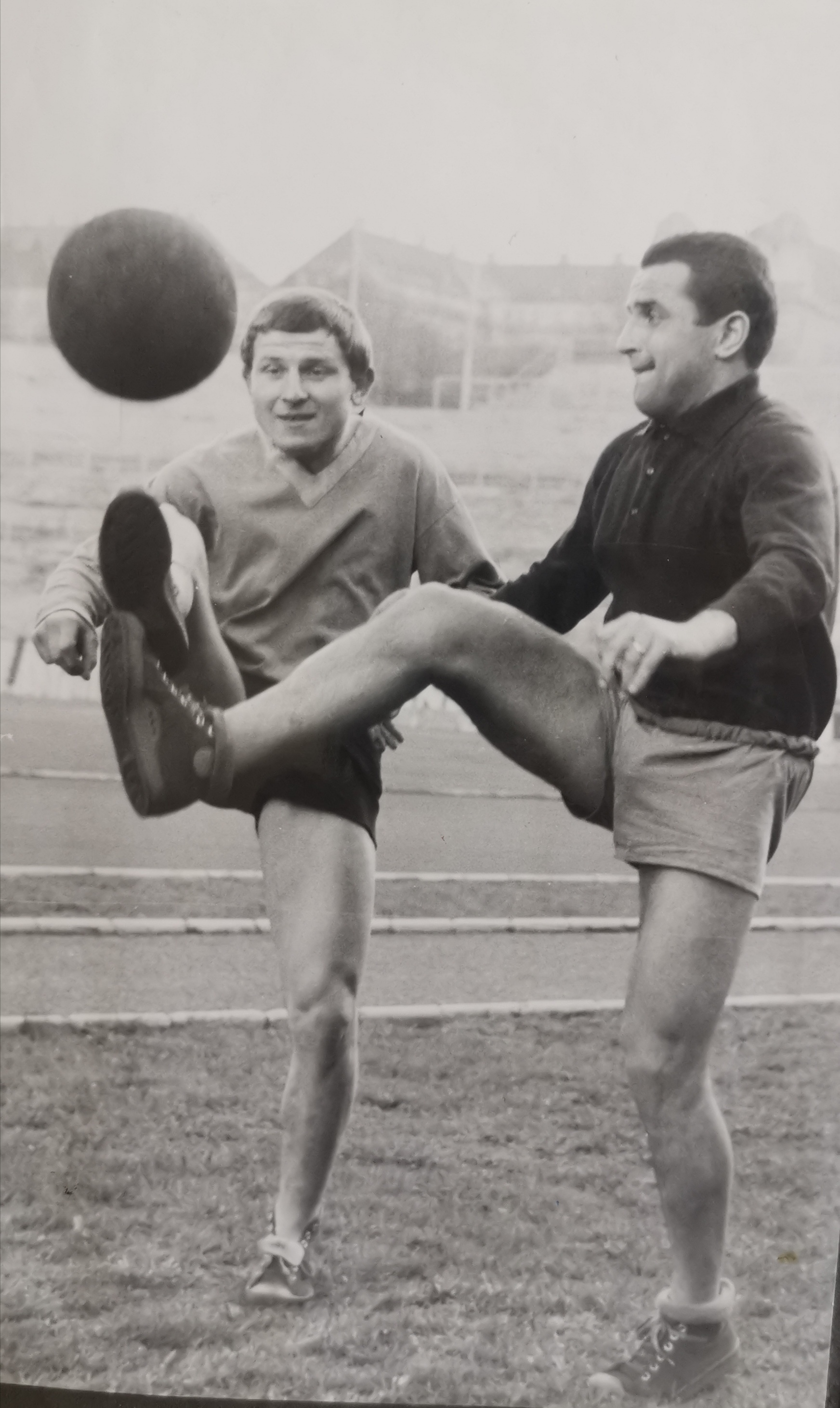

Jan Stloukal (* 19. února 1942 Brno) je bývalý český fotbalový záložník. V letech 1962–1964 reprezentoval Československo v juniorské kategorii.
Nejvyšší fotbalovou soutěž si zahráli i jeho otec Jan, bratr Miloš a strýc Vilém.

## Hráčská kariéra
V československé lize hrál za TJ Spartak ZJŠ Brno (dobový název Zbrojovky Brno), vstřelil 3 prvoligové branky. V nižších soutěžích hrál i za mužstva TJ Rudá hvězda Brno a TJ NHKG Ostrava.

### Reprezentace
Pětkrát nastoupil za juniorskou reprezentaci ČSSR, aniž by skóroval. Debutoval 18. dubna 1962 v Drážďanech proti domácí NDR (nerozhodně 2:2), naposled reprezentoval 29. dubna 1964 v Karlových Varech proti SRN (prohra 0:1).

### Evropské poháry
Odehrál 7 celých utkání v Poháru veletržních měst (předchůdce Poháru UEFA), aniž by skóroval (1962/63: 2 starty/0 branek, 1963/64: 5/0).

### Ligová bilance
| Ročník            | Zápasy | Góly | Minuty | Klub                |
| ----------------- | ------ | ---- | ------ | ------------------- |
| III. liga 1959/60 | –      | 6    | –      | TJ Spartak ZJŠ Brno |
| II. liga 1960/61  | –      | 3    | –      | TJ Spartak ZJŠ Brno |
| II. liga 1961/62  | –      | 4    | –      | TJ Rudá hvězda Brno |
| I. liga 1962/63   | 24     | 2    | –      | TJ Spartak ZJŠ Brno |
| I. liga 1963/64   | 23     | 1    | –      | TJ Spartak ZJŠ Brno |
| I. liga 1964/65   | 7      | 0    | –      | TJ Spartak ZJŠ Brno |
| I. liga 1965/66   | 2      | 0    | –      | TJ Spartak ZJŠ Brno |
| CELKEM I. LIGA    | 56     | 3    | –      |                     |